# Casey Kasem
Kemal Amin „Casey” Kasem (ur. 27 kwietnia 1932 w Detroit w stanie Michigan, zm. 15 czerwca 2014 w Gig Harbor, pochowany anonimowo w Oslo) – amerykański aktor filmowy i głosowy, radiowiec pochodzenia libańskiego. Posiada swoją gwiazdę na Hollywoodzkiej Alei Gwiazd.

## Filmografia
- 1977: New York, New York jako dyskdżokej
- 1975: Ironside jako Jim Crutcher
- 1978: Aniołki Charliego jako Tom Rogers
- 1991: Beverly Hills, 90210 jako przyjaciel pana Franklina

### dubbing
- 1964: Pan Magoo
- 1968–1969: The Batman/Superman Hour jako Robin / Dick Grayson
- 1969-70: Scooby Doo, gdzie jesteś? jako Kudłaty, różne role
- 1970-71: Josie i Kociaki jako Alexander Cabot III
- 1970–92: Ulica Sezamkowa jako niebieski pan w segmencie Q for Quarter, mucha
- 1971: Here Comes Peter Cottontail jako Peter Cottontail
- 1972: Wait Till Your Father Gets Home jako George
- 1972: Josie i Kociaki w kosmosie jako Alexander Cabot III
- 1972-73: Nowy Scooby Doo jako Kudłaty, Robin, Alexander
- 1973-85: The Bear Who Slept Through Christmas jako narrator
- 1973-85: Super Friends jako Robin / Dick Grayson
- 1974: Hong Kong Phooey jako klown
- 1974: Hawaii Five-O jako Swift, Freddie Dryden
- 1976–1977: Dynomutt, Dog Wonder jako Kudłaty, różne role
- 1976–1978: Scooby Doo jako Kudłaty, różne role
- 1977-79: Scooby Doo i drużyna gwiazd jako Kudłaty, różne role
- 1978: Yogi w kosmosie
- 1978: Jana z dżungli
- 1978: Eskadra Orła jako Mark
- 1979: Scooby Doo podbija Hollywood jako Kudłaty
- 1979: Flintstonowie: Rockula i Frankenstone jako Monty Marble
- 1979-80: Scooby i Scrappy Doo jako Kudłaty
- 1980: Powrót króla jako Meriadoc „Merry” Brandybuck
- 1980-82: Scooby i Scrappy Doo jako Kudłaty
- 1983-84: Nowy Scooby i Scrappy Doo jako Kudłaty Rogers
- 1984: Pogromcy duchów jako on sam
- 1984: The Transformers: The Movie jako Cliffjumper
- 1985-86: 13 demonów Scooby Doo jako Kudłaty Rogers
- 1987: Scooby Doo i bracia Boo jako Kudłaty
- 1988-91: Szczeniak zwany Scooby Doo jako Norville „Kudłaty” Rogers, różne role
- 1988: Scooby Doo: Szkoła upiorów jako Kudłaty, Lustrzany Potwór
- 1988: Scooby-Doo i oporny wilkołak jako Kudłaty / Łaty Kud
- 1994: Scooby Doo i baśnie z tysiąca i jednej nocy jako Kudłaty
- 2000: Pełzaki w Paryżu jako Wedding DJ
- 2002-06: Co nowego u Scooby’ego? jako Norville „Kudłaty” Rogers
- 2002: Scooby Doo i legenda wampira jako Norville „Kudłaty” Rogers
- 2003: Scooby Doo i meksykański potwór jako Norville „Kudłaty” Rogers
- 2003: Looney Tunes znowu w akcji jako „Kudłaty” Rogers
- 2004: Scooby Doo i potwór z Loch Ness jako „Kudłaty” Rogers
- 2005: Aloha, Scooby Doo jako „Kudłaty” Rogers
- 2005: Scooby Doo na tropie Mumii jako „Kudłaty” Rogers
- 2006: Scooby Doo!: Ahoj piraci! jako „Kudłaty” Rogers
- 2006-08: Kudłaty i Scooby Doo na tropie jako Albert Kudłoford
- 2007: Scooby Doo i śnieżny stwór jako „Kudłaty” Rogers
- 2008: Scooby Doo i król goblinów jako „Kudłaty” Rogers
- 2009: Scooby Doo i miecz samuraja jako „Kudłaty” Rogers
- 2010–13: Scooby Doo i Brygada Detektywów jako Colton Rogers